# Priscila Rato
Priscila Plata Rato (Rio de Janeiro, 19 de setembro de 1988) é uma violinista brasileira, spalla da Orquestra Sinfônica Brasileira.

## Formação
Priscila Rato iniciou seus estudos de violino com 8 anos de idade.
Estudou música na Universidade Federal do Rio de Janeiro (UFRJ), onde se graduou em 2011.
Fez Curso de extensão na International Menuhin Music Academy (IMMA), na Suíça, 2011-2013.
Fez pós-graduação (Mestrado) em Música na Escola de Música da Universidade Federal da Bahia, concluído em 2017.

## Atuação
Já atuou (ou atua) como:
- Violinista (Spalla) da Orquestra Sinfônica Brasileira;[nota 1]
- Violinista (Spalla) da Orquestra Sinfônica da Bahia;
- Violinista (Spalla) da Orquestra Sinfônica do Rio de Janeiro;
- Violinista do Quarteto A Priori.

Atuou como solista em:
- Sinfônica Brasileira (OSB);
- Sinfônica do Estado de São Paulo (OSESP);
- Sinfônica da Bahia (OSBA);
- Orquestra Sinfônica Nacional Sodre (Montevidéu/Uruguai);
- Sinfônica de Minas Gerais (OSMG);
- Sinfônica de Porto Alegre (OSPA);
- Petrobras Sinfônica (OPES);
- Sinfônica de Campinas (OSC);
- Camerata Antiqua de Curitiba;
- Orquestra de Câmara do Amazonas (OCAM);
- Johann Sebastian Rio.

Participou como convidada em diversas atuações musicais no Brasil.